# Catalogue
Catalogue är ett samlingsalbum av musikgruppen Moloko, utgivet 17 juli 2006.

## Låtlista

### CD 1
1. "The Time Is Now" (Radio Edit)
2. "Sing It Back" (Boris Musical Mix Edit)
3. "Fun for Me" (Radio Edit)
4. "Familiar Feeling" (Radio Edit)
5. "Pure Pleasure Seeker"
6. "Cannot Contain This" (Radio Edit)
7. "Bankrupt Emotionally"
8. "Day For Night" (Radio Edit)
9. "Indigo" (Radio Edit)
10. "The Flipside" (Radio Edit)
11. "Where is the What if the What is in Why?"
12. "Forever More"
13. "Statues"

### CD 2
1. "Familiar Feeling" (Live at Brixton Academy)
2. "Absent Minded Friends" (Live at Brixton Academy)
3. "Day for Night" (Live at Brixton Academy)
4. "Fun for Me" (Live at Brixton Academy)
5. "Where is the What if the What is in Why?" (Live at Brixton Academy)
6. "Cannot Contain This" (Live at Brixton Academy)
7. "Pure Pleasure Seeker" (Live at Brixton Academy)
8. "The Time Is Now" (Live at Brixton Academy)
9. "Forever More" (Live at Brixton Academy)
10. "Sing It Back" (Live at Brixton Academy)
11. "Indigo" (Live at Brixton Academy)